# Enchytraeus kincaidi
Enchytraeus kincaidi is een ringworm uit de familie van de Enchytraeidae. De wetenschappelijke naam van de soort is voor het eerst geldig gepubliceerd in 1904 door Eisen.